# Инд
Инд (на тибетски: སེང་གེ།་གཙང་པོ; на китайски: 印度河; на хинди: सिन्धु नदी; на пущунски: اباسين; на синдхи: سنڌوندي; на урду: دریائے سندھ) е голяма река в континента Азия, която извира от връх Сингикабаб в Тибетската планинска земя в Китай и в по-голямата си част тече на териториите на държавите Индия и Пакистан. Реката се влива в Арабско море, част от Индийския океан, недалеч от град Карачи. Дължината на Инд е 3180 km, а площта на водосборния ѝ басейн е 1 165 000 km². Годишният отток на водите се равнява на 207 km3, като по този показател се нарежда на двадесет и първо място сред световните реки.
Персите откриват реката, благодарение на похода на изследователя от гръцки произход Скилак. Той се спуска от север по течението на реката и достига до делтата, след като е изпратен от царя на Персия Дарий I през 510 г. пр.н.е. По-късно столетия наред по горното течение на Инд е преминавал част от Пътя на коприната. Днес Инд има съществено значение в икономиката на Пакистан като източник на енергия и средство за напояване на обработваемите земи. Въпреки че реката е източник на живот за хората, често тя става и причина за сериозни наводнения. Причина за това са огромното количество наноси, които носи, вследствие на което руслото на реката често се променя. Последното наводнение е от 2010 г., което отнема живота на над 1500 души, а пряко пострадали от него се оказват над 2 милиона жители на Пакистан.

## Етимология и имена
Думата Инд е романизирана форма на древногръцката дума  Ἰνδός , заимствана от старооперсийската Hinduš, която от своя страна е получена от санскритката дума Синдху (सिन्धु). Думата Синдху или Синдх все още е местното наименование на река Инд. Първоначалната санскритска дума е сбор от две думи, сим (регион или или граница) и дху („треперя“, „разклащам“, „треса“) и слято означава тресящо се водно тяло – река, поток или океан.
Мегастеновата книга Индика получава името си от гръцкото име на реката, и описва през погледа на Неарх как Александър Велики прекосява реката. Древните гърци посочват индийците (хората от днешна Индия и Пакистан) като  Ἰνδοί , което буквално означава „народа на Инд“. Индия и пакистанската провинция Синдх дължат името си на реката.
- Хинди: सिन्धु नदी
- Пенджабски: سندھ (Синд)
- Тибетски: སེང་གེ།་གཙང་པོ (по системата Уайли: Sênggê Zangbo, в превод „Лъвската река“)
- Урду: سندھ (Синд)
- Китайски: 印度河 (с пинин: Yìndù Hé) / 狮泉河 (с пинин: Shīquán Hé) / 森格藏布 (с пинин: Sēngé Zàngbù)
- Синдхи: سنڌوندي (Синдху)
- Пущунски: اباسين (Абасин, в превод „Бащата на реките“)
- Авестийски: Хараухути
- Персийски: Нилау („сини води“) или Абесинд („водите на Синд“)
- Гръцки: Ινδός (Индос)
- Арабски: نهر السند (Ал Синд)
- Тюркски: Нилаб

## История
Палеолитни селища са открити в Потохар, близо до столицата на Пакистан Исламабад, с каменни инструменти от Соанска култура.
Най-големите градове на Индската цивилизация, като Харапа и Мохенджо Даро, датират от около 3300 г. пр.н.е., и представляват едни от най-големите човешки селища на древния свят. Индската цивилизация се простира през Пакистан и северозападна Индия. Крайбрежните селища са разпръснати от Суткаган Дор в Пакистан и иранската граница до Куч в съвременен Гуджарат, Индия. Има селище на цивилизацията на Амударя в Шортугай в северната част на Афганистан, както и Аламджирпур на река Хиндон, който се намира само на 28 km от Делхи. Към днешна дата са открити над 1052 селища, най-вече в основния участък на река Гагар Хакра и нейните притоци. Сред населените места са големите градски центрове Харапа и Мохенджо Даро, както и Лотал, Долавира, Ганеривала и Ракхигархи. Сутледж, сега приток на Инд, в епохата на Харапа се е вливала в река Гагар Хакра, във водосборния басейн на която са открити повече харапански селища, отколкото по самата река Инд.
Повечето учени смятат, че селищата на Гандхарската погребална култура на ранните индоарийци са процъфтявали в царство Гандхара от 1700 до 600 г. пр.н.е., когато са изоставени Мохенджо Даро и Харапа.
Думата Индия произлиза от името на река Инд. В древни времена, Индия първоначално се отнася за регионите, непосредствено по източния бряг на Инд, но към 300 г. пр.н.е. гръцки писатели, включително Мегастен прилагат името за целия субконтинент, който се простира доста по-далеч на изток.
Долната част на басейна на Инд образува естествена граница между Иранското плато и Индийския субконтинент; този район обхваща целите или части от съвременните пакистански провинции Белуджистан, Северозападна погранична провинция, Пенджаб и Синдх и страните Индия и Афганистан. Той е прекосен от армията на Александър Велики, но след като неговите македонци завладяват западния бряг и го присъединяват към елинската империя, те избират за път за връщане течението на реката на юг, с което приключва азиатската кампания на Александър. Равнините на Инд по-късно са контролирани от Персийската и след това Кушанската империя. В продължение на няколко века мюсюлманските армии на Мохамед бин Касим, Махмуд Газневи, Мохамед Гори, Тамерлан и Бабур често прекосяват реката, за да нахлуят във вътрешните райони на Пенджаб или още по на изток или юг.

## Хидрография

### Извор и горно течение
Изворът на Инд се намира на височина около 5300 m (5182 m според Геословарь и 5500 m според Енциклопедия Британика) в югазападната част на Тибетското плато, на около 40 km на север от езерото Манасаровар. Изворът се намира в планината Гаринг боче (хребет Кайлас). В началото си тече с името Синдх като при сливането си с реката Гар Дзангбо близо до село Ларгмар получава и името Инд..
Повече от 1000 km Инд тече в северозападна посока през планинската система Каракорум, следвайки тектонска долина, като по течението си образува многобройни каньони. На надморска височина 4572 m близо до населеното място Демчок напуска Тибетския автономен регион и навлиза в Джаму и Кашмир. След като пресича продължителен планински участък реката навлиза в долина, в която е разположен древният град Лех – столица на историческата област Ладакх. Недалеч от Лех в Инд се влива река Занскар (ляв приток). При град Тингмосганг реката напуска долината и отново преминава в каньон, като тече в посока граничното селце Баталик.
След като напуска пределите на индийския щат Джаму и Кашмир Инд навлиза в пакистанската провинция Гилгит-Балтистан. Тук в нея се влива реката Шинго. След още около 80 km в Инд се влива десният приток Шайок. При главния град на Балтистан, Скарду се влива десният приток Шигар, захранван от големите ледници Биафо и Балторо. Най-северната точка, през която минава, е в близост до връх Харамош, след което се слива с река Гилгит (също десен приток) при град Бунджи. Завива на югозапад, като бележи границата между Хималаите и Хиндукуш. Оттук успоредно на Инд преминава и автомагистрала Каракорум. Почти веднага след сливането си с Гилгит в Инд се влива и реката Астор и продължава като протича в подножието на планината Нанга Парбат. Тук реката е захранвана от ледници.

### Средно течение
В средното си течение пресича хълмисти възвишения. Тук през 1977 г. е построен язовир Тарбела. Надолу приема водите на големия си приток Кабул, преминава през Калабагхската теснина – пролом между Сюлеймановите планини и Соления хребет, като след това преминава в Индо-Гангската равнина.
След като в Инд се влива реката Соан и спускайки се надолу в равнините на Пенджаб, при град Даудхейл се разделя на няколко ръкава. Реката и успоредно протичащите канали преминават през градовете Миянвали и Дера Исмаил Хан. При селището Котаду е построен язовир Таунса. В Дера Гази Хан в Инд се влива и най-големият му приток Панджнад. Оттук руслото на реката рязко се увеличава от 400 – 500 m до 1 – 2 km.

### Долно течение
При град Сукур (област Синд) от Инд се отделя ръкава Нара. Водите му обаче достигат Арабско море само когато реката е пълноводна. В миналото обаче този ръкав е представлявал главното русло на Инд. Продължавайки на юг реката преминава през западните краища на Тар. Продължава още около 1800 km и се влива в Арабско море.
Реката носи голямо количество наноси, поради което руслото остава на по-високо ниво от околните пясъчни равнини. На значителна част от бреговете са изградени диги, които да предпазват околните земи от наводнения. Природните бедствия са чести в района. Случвали са се през 1947 и 1958 година, а последното мащабно наводнение е през 2010 г. Често големите наводнения са причина реката да мени руслото си.

### Делта
Делтата на Инд започва на 150 км от морския бряг при Хайдарабад и има площ от 30 000 km2. Реката се дели на 11 основни ръкава и безброй по-малки притока, чийто брой е невъзможно да се установи, тъй като при всяко пълноводие на реката се променят. През столетията главното русло многократно се е променяло. Днес това е Гаджамро. При прилив на морето нивото му се покачва до 8 метра като водата навлиза до 30 km навътре в делтата.

### Воден режим
В горното си течение Инд се захранва основно за сметка на топенето на снеговете и ледниците, като оттокът е около 220 km³ на година, при среден разход на вода около 7000 m³/s. Разходът е минимален през зимните месеци (декември – февруари), от март до юни водата се покачва. В долната част на басейна си, реката се подхранва от водите на мусонните дъждове, които водят до пролетно-лятното пълноводие (март – септември). През този период водата се покачва до 10 – 15 m в планиските и 5 – 7 m в равнинните части. В периода на най-голямото пълноводие (юли – септември), руслото на реката на разливните участъци достига 5 – 7 km на ширина (в района на град Дера Исмаил-Хан ширината достига до 20 – 22 km)
Средният разход на водите край Хайдарабад е 3850 m³/s, но в пълноводни години този показател може да достигне 30 хил. m³/s. След излизането си на равнината, Инд губи вода чрез изпарение и просмукване. През сухите периоди, Инд в долното си течение може да пресъхне и да не достигне Арабско море.
Съществуват физиографски и исторически доказателства, че най-малко от времето на културата Мохенджо Даро, Инд на няколко пъти е изменила положението на руслото си след Южен Пенджаб. В района на градовете Рохри и Суккур реката е затворена между варовикови скали, а по на юг руслото на реката се е изместило на запад, и особено делтата ѝ. През последните седем века, в горната част на Синд Инд се е изместила с 15 – 30 km на запад.

## Басейн
Басейнът на Инд има площ от 970 000 km2, което го прави дванадесети в света по този показател.
Климатът в региона е сух и полусух. Валежите имат сезонен характер, в долната част на Инд тяхната стойност не е голяма, като повече от половината от валежите идват от югозападния мусон (в периода юли – септември). В равнината средните годишни валежи са по-малко от 100 mm, но с изкачването нагоре по течението, тази стойност се увеличава, достигайки 500 mm при Лахор и 2000 mm в Хималаите. Сухият климат предизвиква силно изпарение от повърхността на водата, особено в долното течение на Инд, където степента на изпаряване може да достигне до 2000 mm на година.
Основните райони за подхранването на Инд са западен Тибет, планинската система Каракорум и Индско-Ярлунгската сутура (сутура – място на свързване на различни тектонични части покрай разлом). Влиянието на притоците на Индустанската плоча е незначително.

## Геология
Образуването на реката се отнася към периода след сблъсъка на Индустанската плоча с Азия (сблъсъкът се случва, според различни оценки, от 55 до 35 милиона години назад, в неозойската епоха на еоцена. По такъв начин Инд може да се смята за една от най-старите реки в света; тя е по-стара от Хималаите, които достигат окончателната си височина, когато Инд вече е съществувала.. По времето на съществуването на Инд се случват значителни деформации на земната повърхност в региона, и по-точно издигане, но те не предизвикват съществени изменения в руслото. Изследователските данни показват, че в древността Инд е оттокът на Лхаската плоча, и това се е случило във връзка със сблъсъка на Индустанската плоча с Азия и издигането на части на Лхаската.
Инд изиграва важна роля при оформянето на повърхността на региона. Стабилността на руслото в течение на няколко десетки милиона години спомага за това, че водите на Инд имат активно участие в ерозийните процеси. Седиментни скали от Хималаите са носени от водите на прото-Инд до Арабско море още от средата на еоцена, засилвайки ерозията на издигащите се Каракорум и Лхаската плоча. По същото време по което много реки в Източна Азия се оказват блокирани в процеса на образуването на планините и изменят посоките си, Инд, течаща по образувания по време на сблъсъка на плочите шев, в продължение на милиони години се измества едва със 100 километра на изток (това е свързано с издигането на Сюлеймановите планини и натиска им върху долината на Инд в източна посока). Носенето на седиментни скали от Инд също така повлиява на формирането на Мекран, преди да се осъществи издигането на хребета Мари в Арабската котловина, за което една от причините е активното постъпление на наноси. Освен стокилометровото изместване на руслото на Инд на изток, делтата на реката се премества на юг. Причината за това е естественият процес на придвижване на делтата в морето поради носените наноси, както и тектоничните процеси на натиск в този район на морето.

## Климат
С изключение на планинския участък в Пакистан, долината на Инд лежи в най-сухата част на Индийския субконтинент. Средногодишното число на валежите по цялата дължина на реката се мени от 125 до 500 мм. Освен от хималайските ледници, Инд се похранва от мусонните дъждове, които траят от юли до септември.
В северната част на басейна на Инд температурата през януари пада под 0 °C, а през юли достига до 38 °C. Реката не замръзва. Едно от най-горещите места на Земята – при град Джейкобабад, разположен на запад от Инд в горен Синд, температурата достига до 49 °C.

## Флора и фауна
Описанията на долината на Инд от времето на Александър Велики показват гъсти гори, покриващи тези места в миналото. Обаче тези гори са намалели значително. Основателят на държавата на Великите моголи – Бабур в своите записки Бабур-наме пише за носорози, срещащи се по бреговете на реката. Интензивното обезлесяване и човешкото въздействие върху Шивалик довеждат до влошаване на условията за земеделие. В съвремието, долината на Инд е сух район с малко растителност. Селското стопанство се поддържа до голяма степен чрез иригация.
Басейнът на Инд и самата река се отличават с биоразнообразие. Областта е местообитание на около 25 вида земноводни и 147 вида риби, от които 22 се срещат само в Инд.

### Бозайници
Индският речен делфин (Platanista gangetica minor) е подвид на южноазиатския речен делфин, който живее само в Инд, предимно в провинциите Синд и Пенджаб. В миналото се е появявал и в притоците на реката. Според Световния фонд за дивата природа, индийският речен делфин е на първо място сред китоподобните по заплаха от изчезване. Предполага се, че са само около хиляда индивида, голяма част от които обитават малък участък от реката, с дължина 130 km между язовирите Сукур и Гуду в Синд. Делфинът е почти напълно сляп, и се ориентира чрез ехолокация.

### Риби
От рибите има представители на семействата Шаранови (чела, данио, барбус, маринки и др.), Cobitidae (боции и др.), Sisoridae, Сомови, Гурами (колиза и др.), Змиеглавови и други. Популярно гастрономическо ястие е рибата илиш от семейство Селдови.
Стойността на запасите от риба в реката е доста висока, а градовете Сукур, Тата и Котра са най-големите рибни центрове. Но отбиването на вода за нуждите на напояването и строителството на язовири принуждава да се приложат специални мерки за поддържане на популацията на рибите.

## Притоци
| Име на притока       | Надморска височина при вливането в Инд | Координати при мястото на вливане                       |
| -------------------- | -------------------------------------- | ------------------------------------------------------- |
| Синдху и Гар Дзангбо | 4144                                   | 32° с. ш. 79° и. д. / 32.440104° с. ш. 79.713707° и. д. |
| Ханле                | 4053                                   | 33° с. ш. 78° и. д. / 33.168307° с. ш. 78.823814° и. д. |
| Занскар              | 3050                                   | 34° с. ш. 77° и. д. / 34.16544° с. ш. 77.331562° и. д.  |
| Сангелума Чу         | 2783                                   | 34° с. ш. 76° и. д. / 34.575419° с. ш. 76.529217° и. д. |
| Шинго                | 2580                                   | 34° с. ш. 76° и. д. / 34.746549° с. ш. 76.216106° и. д. |
| Шайок                | 2258                                   | 35° с. ш. 75° и. д. / 35.228514° с. ш. 75.917931° и. д. |
| Шигар                | 2180                                   | 35° с. ш. 75° и. д. / 35.32493° с. ш. 75.628853° и. д.  |
| Гилгит (река)        |                                        | 35° с. ш. 74° и. д. / 35.740103° с. ш. 74.623604° и. д. |
| Астор                |                                        | 35° с. ш. 74° и. д. / 35.569656° с. ш. 74.644547° и. д. |
| Кандин               | 789                                    | 35° с. ш. 73° и. д. / 35.431862° с. ш. 73.204651° и. д. |
| Чаурудара            | 725                                    | 35° с. ш. 73° и. д. / 35.142371° с. ш. 73.082085° и. д. |
| Хан Кхвар            |                                        | 34° с. ш. 72° и. д. / 34.923097° с. ш. 72.879524° и. д. |
| Кабул                |                                        | 33° с. ш. 72° и. д. / 33.899487° с. ш. 72.235794° и. д. |
| Харо                 |                                        | 33° с. ш. 72° и. д. / 33.766876° с. ш. 72.244034° и. д. |
| Кохатой              |                                        | 33° с. ш. 71° и. д. / 33.396766° с. ш. 71.802435° и. д. |
| Соан                 | 211                                    | 33° с. ш. 71° и. д. / 33.020179° с. ш. 71.720467° и. д. |
| Курам                |                                        | 32° с. ш. 71° и. д. / 32.616822° с. ш. 71.356545° и. д. |
| Панджнад (Сатледж)   |                                        | 29° с. ш. 70° и. д. / 29.144965° с. ш. 70.715218° и. д. |

## Икономика
По течението на Инд са изградени 14 големи язовира за напояване и производство на електрическа енергия. Използването на водите на реката са предизвиквали в миналото множество конфликти между Индия и Пакистан. За да се регламентира това е подписан Договор за водите на Инд (Indus Waters Treaty) през 1960 между двете страни. Потенциалът за водноелектрически централи на Инд се оценява на 20 милиона кВт.. Количеството на носените от реката наноси е средно около 450 млн. тона годишно.
Основните язовирни съоръжения на Инд са:
| Име           | Година на построяване | Максимален разход, м³/с |
| ------------- | --------------------- | ----------------------- |
| Дамба Тарбела | 1976                  | 18 386                  |
| Дамба Мангла  | 1967                  | 24 630                  |
| Гази Барота   | 2004                  | 500 000                 |
| Джина         | 1946                  | 950 000                 |
| Часма         | 1971                  | 1 100 000               |
| Таунса        | 1959                  | 750 000                 |
| Гуду          | 1962                  | 1 200 000               |
| Сукур         | 1932                  | 1 500 000               |
| Котри         | 1955                  | 875 000                 |

Корабоплаване се осъществява от делтата до град Дераисмаилхан (1200 km).

### Напояване
В долното течение Инд напоява около 12 милиона хектара земя (най-вече в Пенджаб и в делтата), до устието достига по-малко от половината от оттока на реката. Общата дължина на напоителните канали е около 65 хиляди километра. С помощта на напоителните съоръжения се напояват над 1,7 милиона хектара.

## Eкология
От началото на 20 век Инд претърпява големи изменения, които повлияват отрицателно на почти цялата дива природа, свързана с реката. Изграждане на язовири довежда до намаляване на обема на водния поток в делтата на Инд и обема на наносите. През втората половина на 20 век потокът постоянно спада. Значително са стеснени водните пътища в делтата на реката. Прясна вода почти не достига делтата, само от време на време през периода на мусоните. Размерът на делтата намалява поради факта, че наносите на практика почти изчезват – делтата е намаляла значително от около 6200 до 1200 кв. километра. В реката навлиза морска вода, солена вода се открива до 75 километра нагоре по течението. Липсата на прясна вода довежда до унищожаване на големи площи земеделска земя, няколко селища по крайбрежието са изоставени, стотици хиляди души са принудени да сменят местообитанието си. Силната енергия на вълните, присъща за Индската делта, съчетана с прекратяването на постъпването на наноси, предизвикват деформация на бреговата линия и постепенното ѝ превръщане в пустиня.
Езерото Манчар играе съществена екологична роля за функционирането на басейна на река Инд.

## Инд в митологията и културата
Ведите (Ригведа) се възхищават на Инд, люлката на Индия. Синдху (Инд) е една от равните реки на Седморечието (Саптасиндху).
„Инд надминава всички течащи потоци… Неговото бучене се издига от земята до небето, тя създава безкрайна мощ в проблясъците на света… Както царят воин оглавява воините, така Инд води другите реки… Богат на добри коне, богат на злато, с благороден вид, богат на изобилно здраве.“ В този химн Инд е „мъжката“ река. В други химни, небесните мъдреци се спускат от небето в Инд. Ведите споменават Ганг два пъти, а Инд повече от 30 пъти.
Според Флавий Филострат някои индуси смятат, че богът, наричан от древните гърци Дионис, е син на река Инд.